# 박재욱 (정치인)
박재욱(朴在旭, 1938년 1월 4일~2025년 1월 24일)은 대한민국의 정치인이다. 제11·16대 국회의원을 지냈다.

## 역대 선거 결과
|  | 18.87% |

|  | 17.17% |

|  | 39.76% |

|  | 52.58% |